# Морстаун (Јужна Дакота)
Морстаун (енгл. Morristown) град је у америчкој савезној држави Јужна Дакота.

## Демографија
По попису из 2010. године број становника је 67, што је 15 (-18,3%) становника мање него 2000. године.
| Група             | 2000.      | 2010.      |
| Белци             | 74 (90,2%) | 64 (95,5%) |
| Афроамериканци    | 0 (0,0%)   | 0 (0,0%)   |
| Азијати           | 0 (0,0%)   | 0 (0,0%)   |
| Хиспаноамериканци | 1 (1,2%)   | 0 (0,0%)   |
| Укупно            | 82         | 67         |